# Brasidas foveolatus
Brasidas foveolatus is een insect uit de orde Phasmatodea en de  familie Heteropterygidae. 